# Pelargonium buysii
Pelargonium buysii är en näveväxtart som beskrevs av D. Hellbrügge. Pelargonium buysii ingår i släktet pelargoner, och familjen näveväxter. Inga underarter finns listade i Catalogue of Life.